# Мордовське Коломасово
Мордо́вське Колома́сово (рос. Мордовское Коломасово, ерз. Мокшень Коламаз) — село у складі Ковилкінського району Мордовії, Росія. Адміністративний центр Мордовсько-Коломасовського сільського поселення.
Населення — 480 осіб (2010; 473 у 2002).
Національний склад станом на 2002 рік:
- мордва — 90 %